# 결혼반지 이야기
결혼반지 이야기(일본어: 結婚指輪物語, Tales of Wedding Rings)는 메이비(Maybe)가 쓰고 그린 일본 만화 시리즈이다. 2014년 3월부터 월간 빅간간에서 연재를 시작해 현재까지 14권까지 출간됐다. 스테이블 엔터테인먼트가 제작한 애니메이션 TV 시리즈가 2024년 1월에 방영되었다.

## 줄거리
사토는 소꿉친구인 히메를 그리워한다. 어느 날, 그녀는 이사를 간다고 말하고, 그는 그녀를 따라 왕자와 결혼할 포털로 들어간다. 악마가 공격하면 히메는 그에게 키스하고 자신이 가지고 있는 결혼반지를 주면서 악마를 물리치는 데 사용하는 빛 기반의 힘을 그에게 부여한다. 그녀는 자신의 안전을 위해 지구에 살았던 이세계의 공주라고 설명한다. 그녀의 세계는 악마의 공격을 받고 있으며 그녀는 영웅과 결혼하고 그에게 힘을 부여하기 위해 반지를 전달할 운명이었다. 왕자는 영웅이 될 예정이었지만 사토는 그의 자리를 찬탈했다. 반지는 5개 세트 중 하나였다. 세상을 구할 수 있을 만큼 강력해지기 위해 그는 다른 네 명의 공주와 결혼하고 그들의 반지를 얻어 땅, 불, 바람, 물을 다스리는 힘을 얻어야 한다.

## 미디어

### 만화
이 시리즈는 메이비가 집필하고 일러스트를 썼으며 2014년 3월 25일부터 월간 빅 간간(Big Gangan)에서 연재를 시작했다. 단행본 10권에서는 시리즈가 "조금만 더" 계속될 것이라고 밝혀졌다. 2021년 7월, 2021년 8월 25일에 발행되는 잡지의 다음 호에서 정점에 도달할 것이라는 사실이 밝혀졌다. 2023년 12월 기준 14권의 단행본으로 수집되었다.
2015년 5월 크런치롤은 디지털 만화 서비스 크런치롤 MAN에 이 시리즈를 추가할 것이라고 발표했다. 아니메 엑스포 2017에서 옌 프레스(Yen Press)는 이 시리즈의 영어 출판 라이선스를 취득했다고 발표했다.

### 가상현실
2017년 11월, 만화의 가상 현실 버전이 개발 중이라고 발표되었다. 각색은 2018년 3월 스퀘어 에닉스의 애니메재팬 부스에서 처음 출시되었다. 2018년 9월 25일 HTC 바이브에서 출시되었다.

### 애니메이션
2023년 1월, 애니메이션 TV 시리즈 각색이 발표되었다. 스테이플 엔터테인먼트가 제작하고 나오야 다카시가 감독을 맡았으며, 각본은 아카오 데코, 캐릭터 디자인은 나카시키 사오리, 음악은 호노 사토시가 작곡했다. 이 시리즈는 2024년 1월 6일 AT-X 및 기타 네트워크에서 첫 방송될 예정이다. 오프닝 주제가는 Sizuk의 "Lover's Eye"이고, 엔딩 주제가는 AliA의 "Kokoro no Naka"(코코로노나카, "In the Heart")이다. 크런치롤은 시리즈 라이선스를 받았다. 미디어링크는 남부, 동남아시아 및 오세아니아(호주 및 뉴질랜드 제외)에서 시리즈 라이선스를 취득했으며 애니원 아시아 유튜브(Ani-One Asia YouTube) 채널에서 스트리밍하고 있다.

## 같이 보기
- 한때는 신이었던 짐승들에게: 동일 제작자의 다른 만화 시리즈